# Celeste Bonin
Celeste Bonin (Houston (Texas), 7 oktober 1986) is een Amerikaans model, bodybuildster en professioneel worstelaarster die vooral bekend is van haar tijd bij WWE als Kaitlyn, van 2010 tot 2014.

## Bodybuildingcarrière
Bonin begon haar carrière als bodybuildster. Ze won in 2007 het National Physique Committee (NPC) John Sherman Classic Bodybuilding Figure and Fitness Championship, werd 5e bij de Arnold Classic in de NPC Figure Class D-competitie en zat bij de top 5 van de Musclemania Superbody, in de klasse Universe, categorie Groot. Bonin werd Miss November in 2008, werd 16e bij de NPC Junior Nationals in 2009 en maakte deel uit van de Hardfitness Calendar. Bonin werd ook beschreven in het bodybuilderstijdschrift Flex van 2009.

## Professioneel worstelcarrière

### World Wrestling Entertainment/WWE (2010-2014)
In juli 2010 ondertekende Bonin een opleidingscontract met World Wrestling Entertainment (WWE) en ging naar Florida Championship Wrestling (FCW), een WWE-opleidingscentrum, om te trainen. Ze debuteerde onder de naam Celeste en nam deel aan een bikiniwedstrijd.
Op 7 september 2010 werd Bonin (onder haar ringnaam Kaitlyn) een van de deelnemers van het derde seizoen van het televisieprogramma WWE NXT. Kaitlyn werd het hele seizoen bijgestaan door haar mentor, Vickie Guerrero. Op 30 november werd Kaitlyn tot winnares uitgeroepen. Op 3 december 2010 verscheen ze voor het eerst op SmackDown, waar ze een gesprek had met Guerrero en Dolph Ziggler.
In mei en juni 2011 vormde Kaitlyn meermaals een duo met AJ en werden door Natalya bijgestaan voor bepaalde wedstrijden op SmackDown en Superstars. In het voorjaar van 2012 ging ze meer worstelen, en in het najaar van 2012 probeerde ze meermaals het WWE Divas Championship te winnen. In de Raw-aflevering van 14 januari 2013, Kaitlyn won de titelwedstrijd van Eve Torres en veroverde voor de eerste keer het Divas Championship. Op Payback moest ze de titel afstaan aan AJ Lee. Op 8 Januari 2014 kondigde WWE aan dat het contract van Kaitlyn ontboden is zodat ze zich kan richten op een andere carrière.
Per 8 januari 2014, heeft Bonin aangegeven niet langer onder contract te staan bij de WWE. Bonin heeft gekozen andere dingen te doen in plaats van worstelen.

## Prestaties
- World Wrestling Entertainment/WWE
  - WWE Divas Championship (1 keer)
  - WWE NXT (winnares seizoen 3)